# Sárgavállú amazon
A sárgavállú amazon (Amazona barbadensis) a madarak osztályának papagájalakúak (Psittaciformes)  rendjébe és a papagájfélék (Psittacidae) családjába és az araformák (Arinae) alcsaládjába tartozó faj.

## Előfordulása
Venezuela karib-tengeri partvidékén, továbbá néhány Venezuelához tartozó szigeten (Margarita, La Blanquilla) és Bonaire szigetén honos. Korábban előfordult Aruba szigetén is, de onnan mára kihalt. Vadon élő egyedeken nem láttak soha a szomszédos Curaçao szigetén, de egy kis számú, feltehetően fogságból szökött egyedekből álló populáció él jelenleg a szigeten.